# Xiaomi Redmi 4 Pro
Lo Xiaomi Redmi 4 Pro è uno smartphone sviluppato da Xiaomi.
Appartiene alla linea dei dispositivi di fascia media di Xiaomi, ed è stato presentato a novembre del 2016. Il Redmi 4 Pro è stato distribuito ufficialmente solo in Cina, pertanto non monta di fabbrica un software globale.